# Virginia Centurione Bracelli

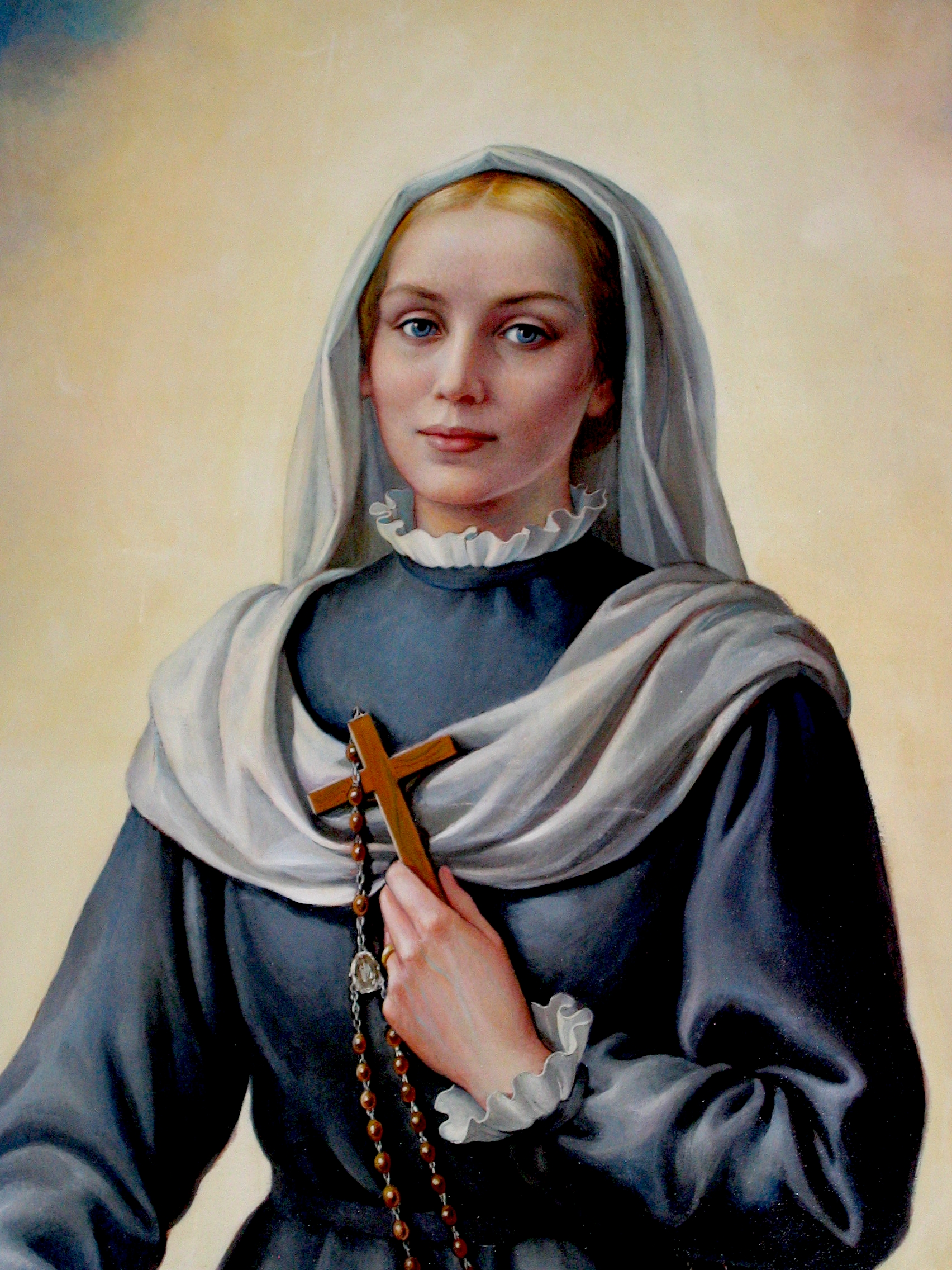
Hl. Virginia Centurione Bracelli im Habit der Schwestern Unserer Lieben Frau von der Zuflucht auf dem Kalvarienberg

Virginia Centurione Bracelli NSRMC (* 2. April 1587 in Genua; † 15. Dezember 1651 in Genua) war eine Ordensgründerin und Mystikerin. Papst Johannes Paul II. sprach sie 1985 in ihrem Geburtsort selig und 2003 heilig.

## Kirchengeschichtliche Umstände

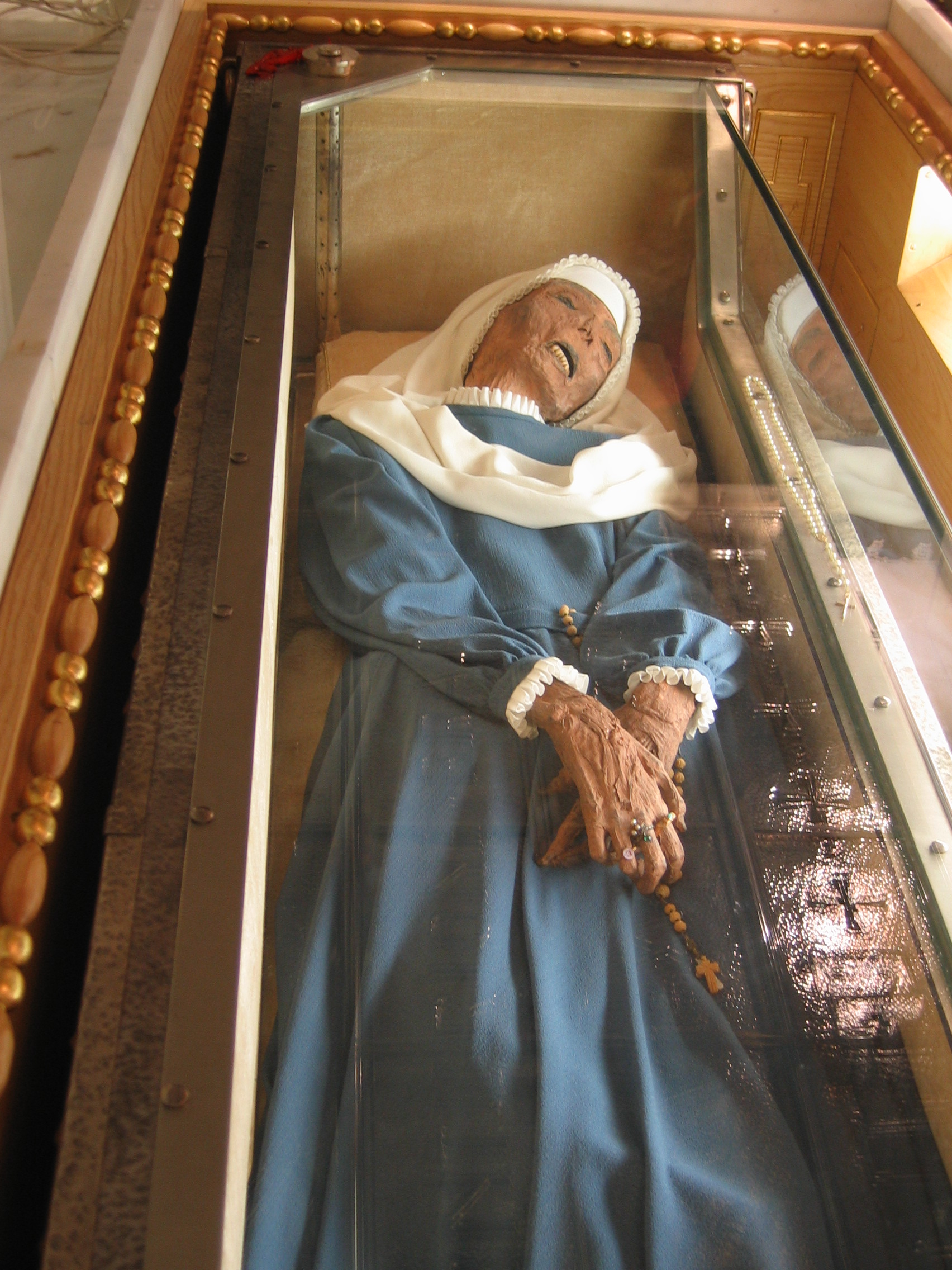
Der fast unverweste Leib Sr. Virginia Centurione Bracellis

Im 16. Jahrhundert kam es zur protestantischen Reformation und parallel dazu zu einer tiefgehenden Reform der katholischen Kirche. In Italien hatten die Küstenrepubliken ihre zuvor starke Stellung im Handel mit dem Nahen und Fernen Osten, etwa bei den Gewürzen, eingebüßt. Durch die Entdeckung der Neuen Welt und weiterer Seewege verlagerten sich Handelsströme nach Spanien und Portugal. Norditalien lag im Spannungsfeld der Großmächte, der Kirchenstaat war militärisch schwach. Genua regierte über Korsika.

## Leben
Die Herzogstochter musste gegen ihren Willen im Alter von 15 Jahren heiraten und gebar in der Ehe mit Gaspare Grimaldi Bracelli zwei Töchter, Lelia und Isabella. Ihre Ehe war unglücklich: Ihr Mann verspielte sein Geld und brach die versprochene Treue. Fünf Jahre nach der Heirat starb er. Virginia erzog ihre Kinder im Hause der Schwiegereltern. In diesen schweren Jahren entwickelte sich ihre Berufung zur Nächstenliebe. Die junge Witwe folgte nicht dem Rat ihres Vaters, sich noch einmal standesgemäß zu verheiraten, sondern widmete sich den Armen, den Kranken und den Alten. In den kriegerischen Auseinandersetzungen zwischen Genua und Savoyen in den Jahren 1624 und 1625 bot sie Verfolgten eine Heimstatt. Als die Schwiegermutter 1625 gestorben war, gründete Virginia das Zentrum des Herrn der Barmherzigkeit, des Beschützers der Armen, Jesus Christus.
Sechs Jahre später kümmerte sich Virginia in einem weiteren Anwesen um die Versorgung von Pestkranken und Hungernden. Die von ihr geleitete Kongregation der Schwestern Unserer Lieben Frau von der Zuflucht auf dem Kalvarienberg (Suore di Nostra Signora del Rifugio in Monte Calvario), auch Brignolininnen genannt, linderte die Nöte von über 300 Bedürftigen. 1641 verzichtete Sr. Virginia auf die Leitung des Armenhauses und der Ordensgemeinschaft, weil sie sich ganz der Arbeit für die Armen auf der Straße widmen wollte. In Meinungsverschiedenheiten der Stände in Genua konnte sie sich oft als Vermittlerin bewähren, und sie wurde auch als Mystikerin angesehen.

## Verehrung
Die Reliquien Sr. Virginia Centurione Bracellis befinden sich heute im Mutterhaus im genuesischen Stadtviertel Marassi. Ihr Heiligenfest ist am 15. Dezember.